# Winter, Fifth Avenue

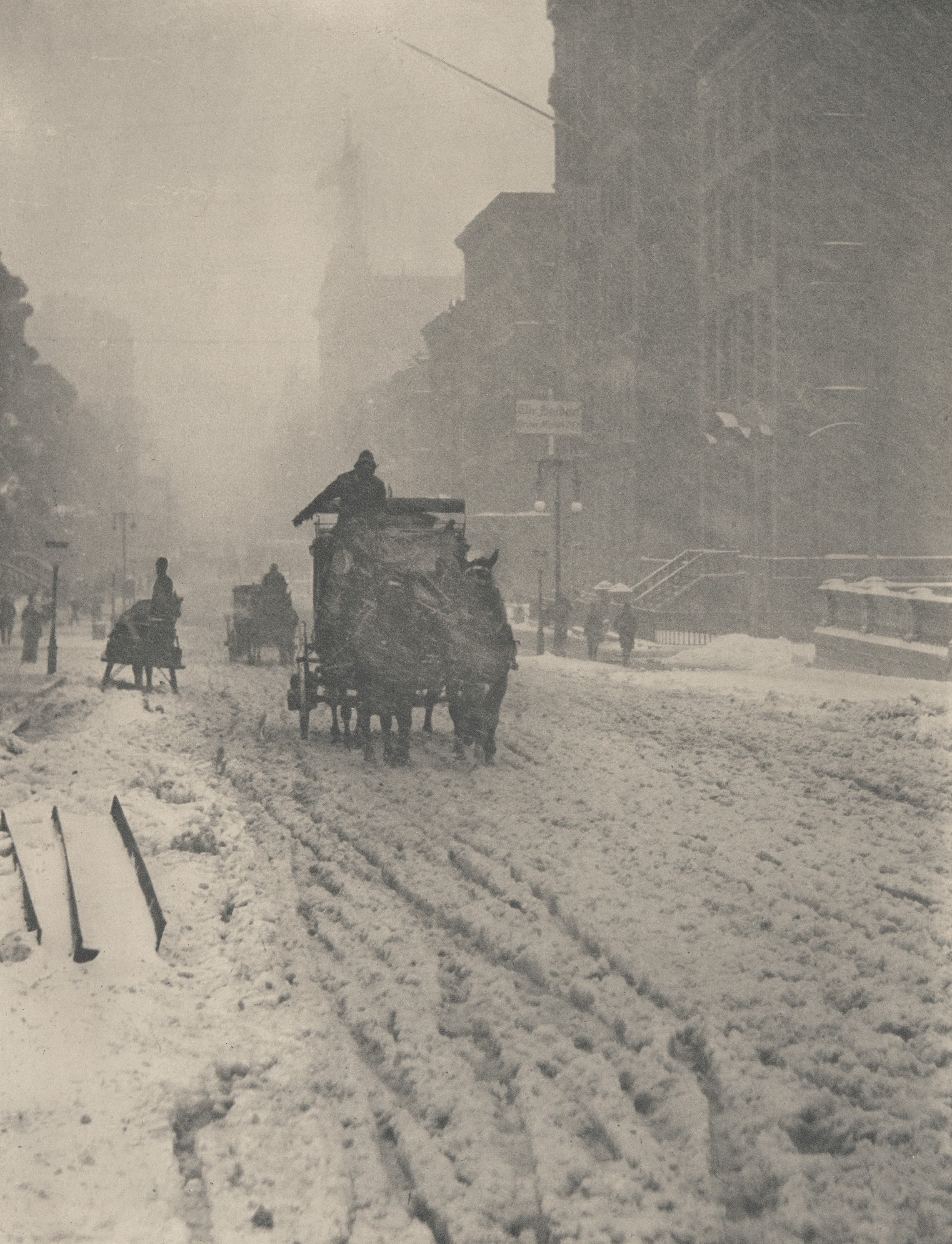
Winter, Fifth Avenue

Winter, Fifth Avenue (pol. Zima, Piąta Aleja) – fotografia wykonana przez amerykańskiego fotografika Alfreda Stieglitza w 1893 roku, na rogu Piątej Alei i 35. ulicy na Manhattanie w Nowym Jorku. Było to jedno z pierwszych zdjęć, które Stieglitz wykonał bardziej praktycznym aparatem fotograficznym po powrocie z Europy. Fotografia ukazała się w kwartalniku Stieglitza Camera Work w roku 1905.

Alfred Stieglitz napisał później, że to zdjęcie było wynikiem trzygodzinnego oczekiwania w dość paskudnej śnieżycy: 

Aby uzyskać zdjęcia za pomocą aparatu fotograficznego, dobrze jest wybrać temat, niezależnie od postaci, i dokładnie przestudiować linie i oświetlenie. Po ustaleniu tych, obserwuj przechodzące postacie i czekaj na moment, w którym wszystko będzie w równowadze; czyli zadowala twoje oko. To często oznacza godziny cierpliwego oczekiwania. Moje zdjęcie „Piąta Aleja, Zima” jest wynikiem trzygodzinnego stania podczas gwałtownej burzy śnieżnej 22 lutego 1893 roku, w oczekiwaniu na właściwy moment. Moja cierpliwość została należycie wynagrodzona. Oczywiście efekt zawierał element przypadku, ponieważ mogłem tam stać godzinami, nie uzyskując pożądanego obrazu.

Fotografia przedstawia powóz zaprzężony w dwa konie, jadący przez zaśnieżony krajobraz miejski. Efekt rozmycia śniegu nadaje obrazowi impresjonistyczny klimat. Fotografia została później błędnie datowana przez autora jako wykonana 22 lutego 1892 roku, ale nie może być to prawdą porównując opisy pogody w obu dniach (to jest 22 lutego 1892 roku i 22 lutego 1893 roku).
Odbitki tej fotografii znajdują się między innymi w nowojorskich Metropolitan Museum of Art i Museum of Modern Art oraz w National Gallery of Art w Waszyngtonie.